# Peugeot 203
Peugeot 203 — невеликий сімейний автомобіль, який випускався французьким автовиробником Peugeot між 1948 і 1960 роками.
Автомобіль був виставлений на Паризькому автосалоні в 1947 році, але до того часу розроблявся вже більше п'яти років. Серійному виробництву спочатку перешкоджали страйки та нестача матеріалів, але виробництво було розпочато наприкінці 1948 року, а покупці отримували 203 з початку 1949 року.
203 був першою новою моделлю Peugeot, випущеною після Другої світової війни. Протягом дванадцяти років виробництва в Сошо, Франція, було зібрано майже 700 000 одитниць. У період між припиненням виробництва 202 у 1949 році та випуском 403 у 1955 році 203 була єдиною моделлю, виробленою Peugeot.

## Галерея

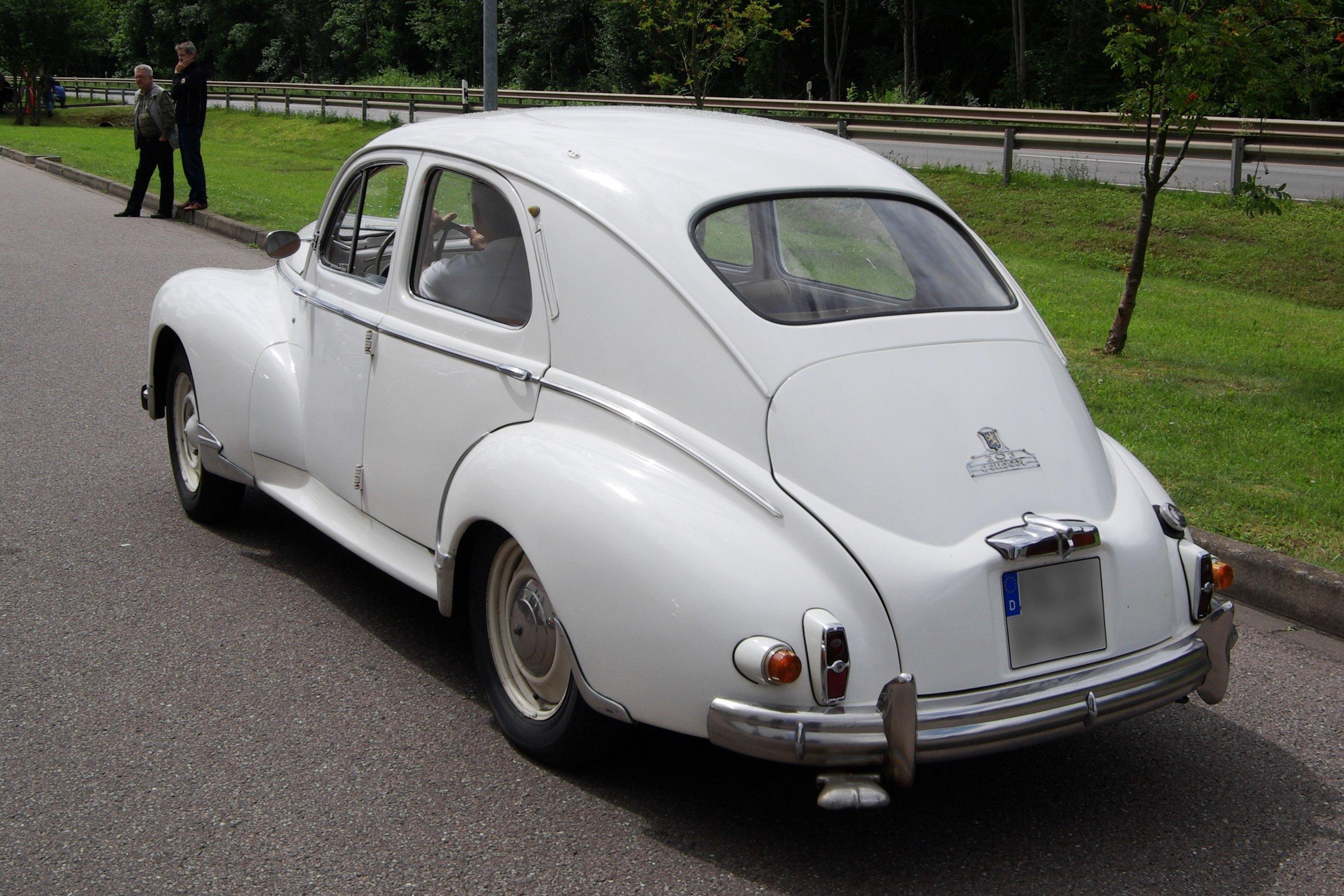
Вид заду
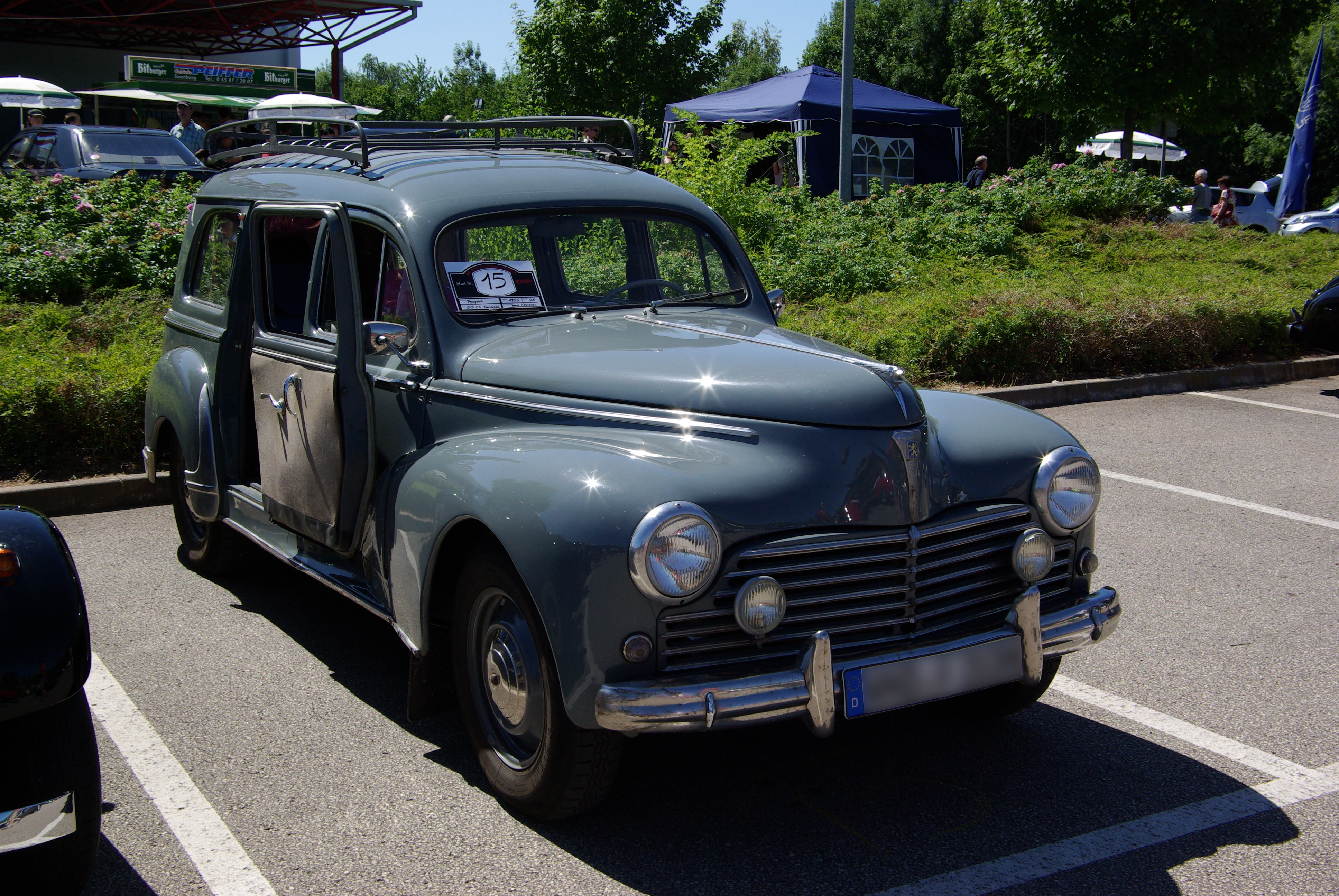
Peugeot 203 Familiale (1949–1960)
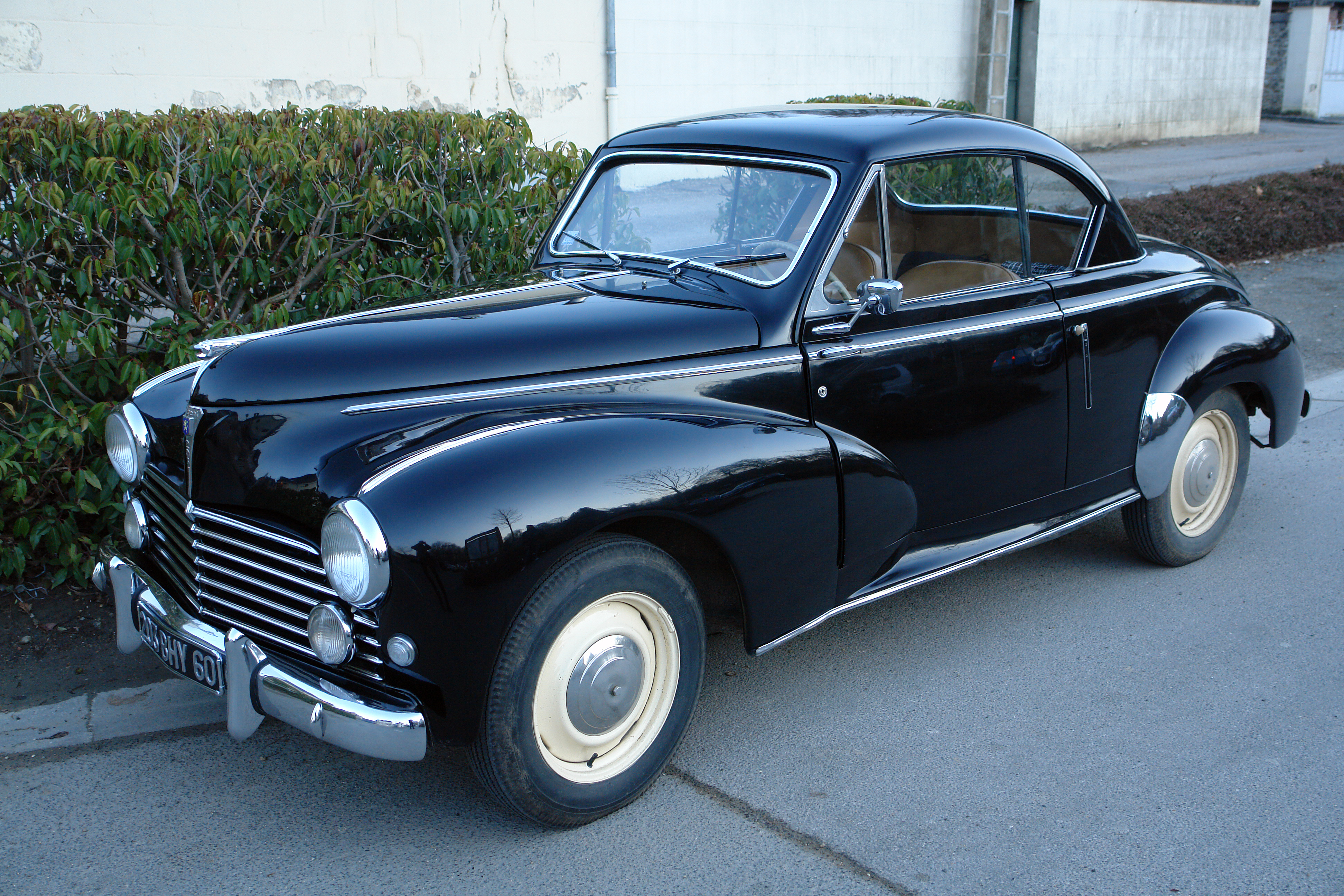
Peugeot 203 Coupé (1952–1953)
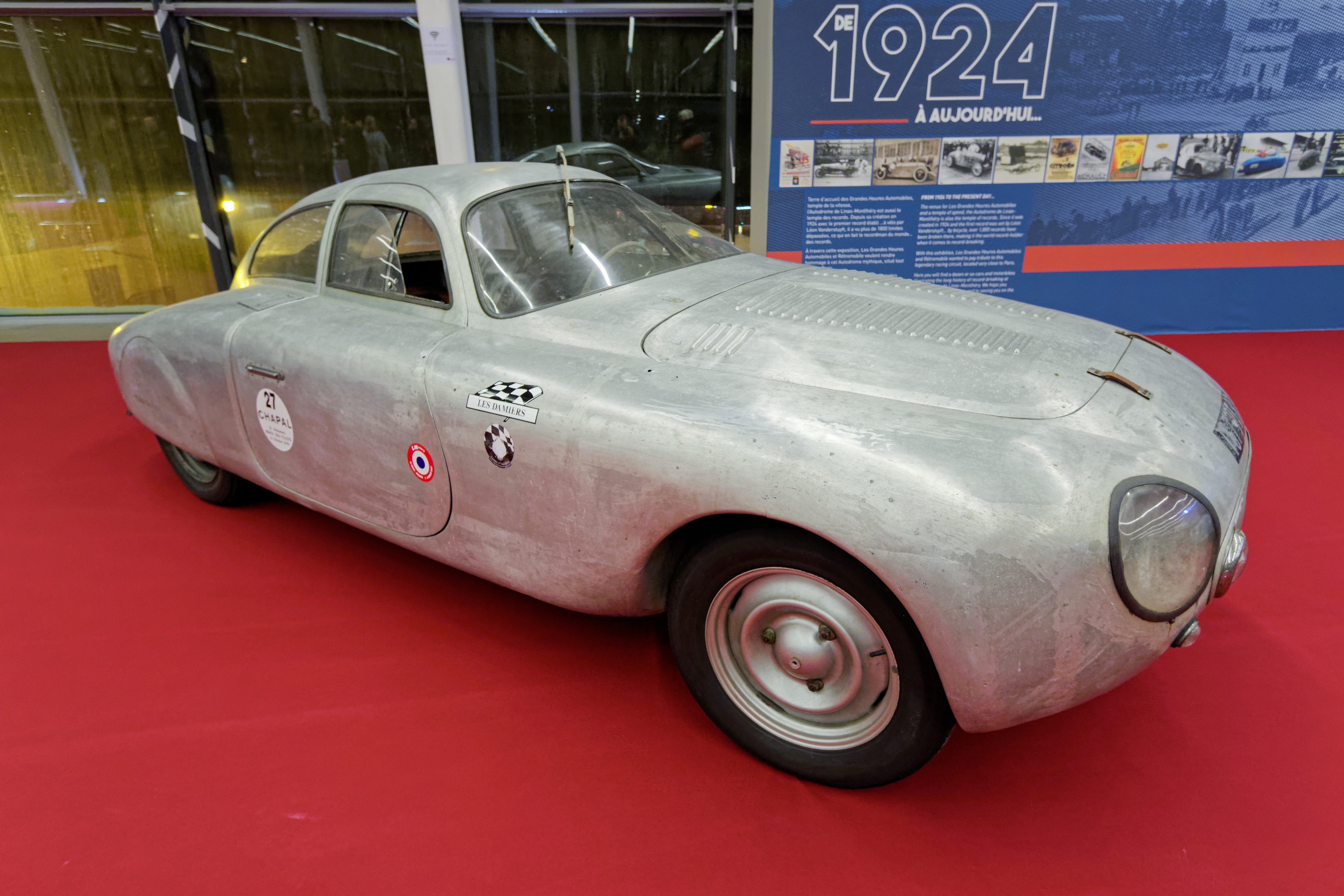
Peugeot 203 Darl'Mat DS (1953)
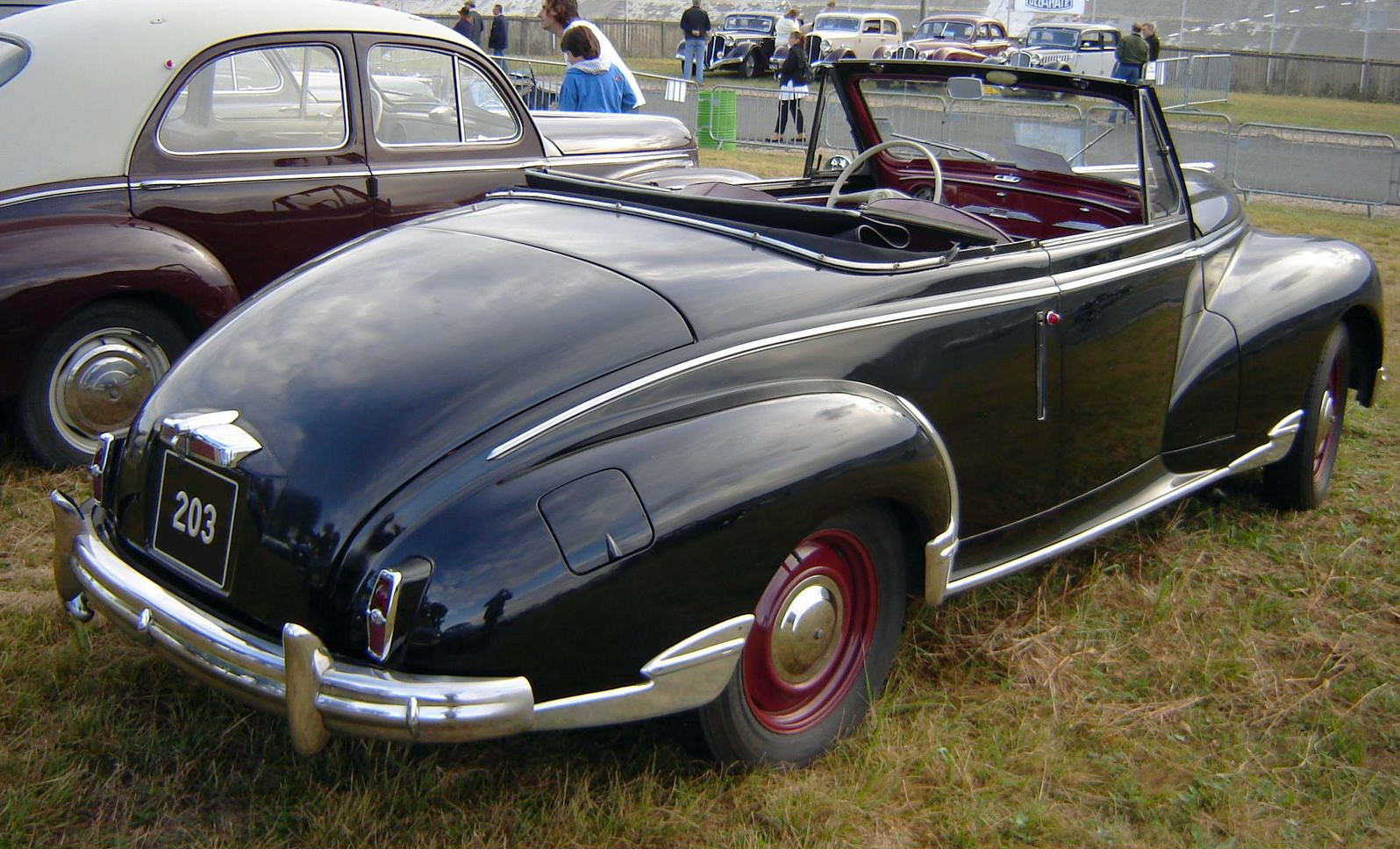
Peugeot 203 Cabriolet (1951–1956)
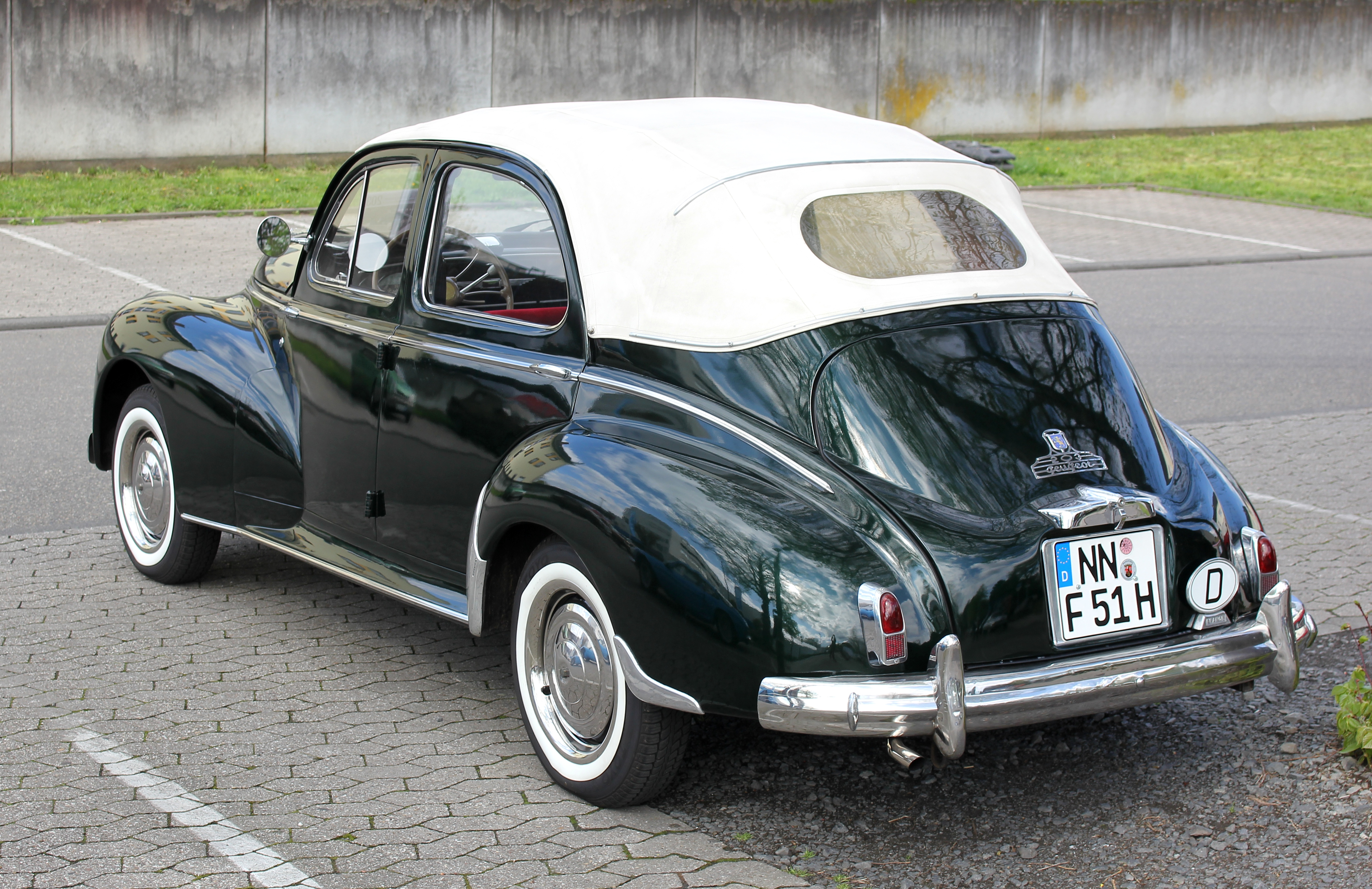
Découvrable, побудований до березня 1954 року
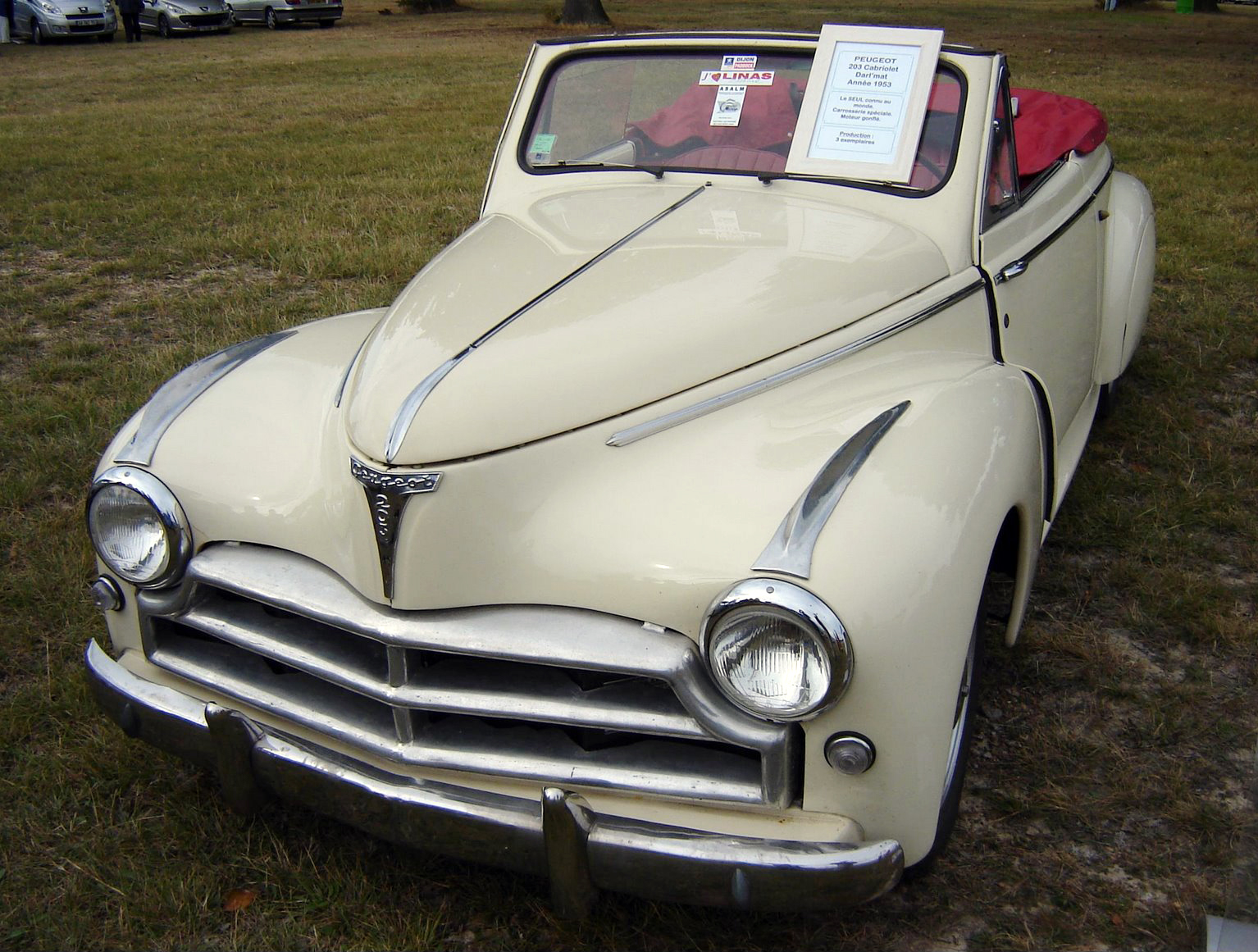
Peugeot 203 Darl'Mat Cabriolet (1953)
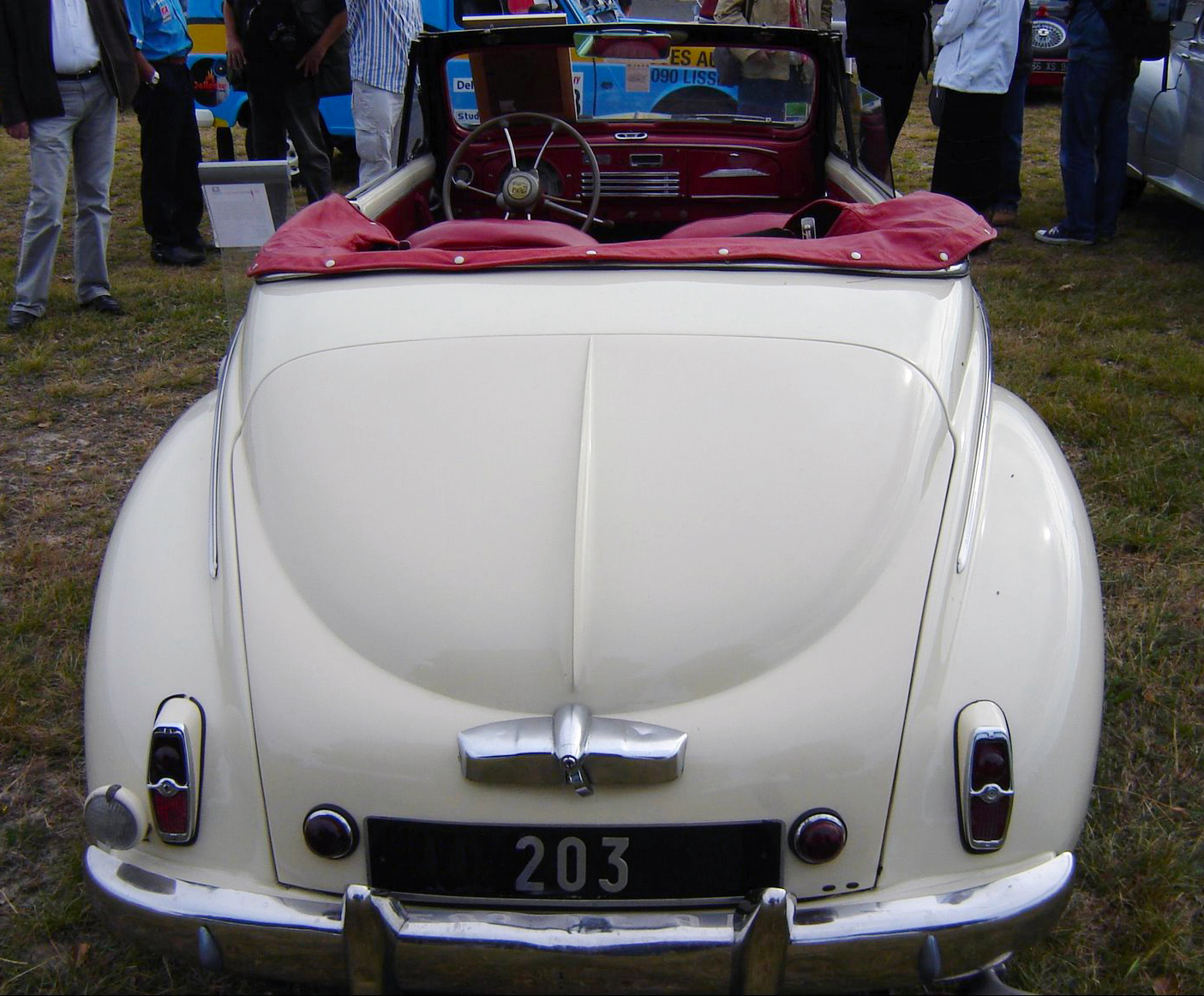
Peugeot 203 Darl'Mat Cabriolet (1953)